# Muzyka w Krakowie
Muzyka w Krakowie

## Historia

### Średniowiecze
Chorał gregoriański był wykonywany na Wawelu już w XI wieku. Wkrótce muzykę liturgiczną wykonywano w ważniejszych kościołach. W 1385 roku kościół Dominikanów posiadał organy (prawdopodobnie pierwsze organy wybudowano gdzieś wcześniej). W XII wieku na dworze królewskim wykonywano pieśni rycerskie. Wielu władców Polski posiadało swój zespół śpiewaków, np. Władysław Jagiełło (posiadał trzy grupy: pierwsza – trębacze, druga – gęślarze, harfiści, lutniści oraz trzecia – śpiewacy i muzycy. W Akademii Krakowskiej od 1406 roku do XVII wieku wykładano teorię muzyki (należała do „siedmiu sztuk wyzwolonych”). Działali także muzycy miejscy, którzy w XIV wieku stworzyli kapelę, zrzeszone później w cechach.

### Renesans
W tej epoce następuje bardzo duży rozwój muzyki, lecz wskutek kataklizmów, wojen itp. nie uchował się cały dobytek muzyki renesansowej Krakowa. Wiadomo, że studiowano dzieła wybitnych artystów zagranicznych. W 1543 roku powstała z inicjatywy Zygmunta I Starego Kapela Rorantystów (składająca się z 9 duchownych, śpiewająca wielogłosową muzykę a cappella). Muzyka cieszyła się coraz większą sławą na dworach magnackich. W tym okresie powstały także wydawnictwa drukujące teksty muzyczne.

### Barok
Nastąpił spadek rozwoju muzyki w Krakowie – związany był z przeniesieniem w 1596 roku stolicy do Warszawy, jedynie muzyka kościelna się dobrze rozwijała. Na Wawelu działa dalej Kapela Rorantystow, a na jej wzór stworzono w 1619 roku kapelę katedralną przy kościele św. Stanisława, która szybko zyskała sławę. Rywalizowała z nią kapela klasztorna jezuitów. Coraz częściej tworzono kapele kościelne, a także rozwijało się budownictwo organów.

### Oświecenie
Muzyka ograniczała się tylko do muzyki kościelnej. Na Wawelu grano pierwsze publiczne koncerty (była to inicjatywna proboszcza W. Sierakowskiego). W 1787 roku powstał pierwszy krakowski teatr, w którym grywano także opery. Pod koniec oświecenia powstały pierwsze księgarnie muzyczne.

### Okres 1815–1914
Korzystny wpływ na muzykę Krakowa miało powstanie Rzeczypospolitej Krakowskiej. Bardzo duży rozwój miała w tym czasie opera. W 1817 roku powstało Towarzystwo Przyjaciół Muzyki, które organizowało regularne koncerty. Powstała także orkiestra milicji wojskowej. Założono pierwsze szkoły niekościelne uczące muzyki. W 1850 roku, z powodu pożaru Krakowa praktycznie przestano interesować się muzyką. Najbardziej bogobojni krakowianie uznali wręcz pożar za karę bożą zesłaną na miasto z powodu niemoralności opery – i w następnych latach sprzeciwiali się wzniesieniu opery w mieście. W 1876 roku powstało Towarzystwo Muzyczne w Krakowie, które zorganizowało w ciągu 25 lat 250 koncertów. Powstała amatorska orkiestra symfoniczna i odnowiono chór męski. W 1888 roku po długoletnich staraniach powstało Konserwatorium. Na czele stanął Władysław Żeleński, główna postać krakowskiego środowiska muzycznego na przełomie stuleci. W 1908 roku powstał Instytut Muzyczny. Założono pierwsze w Polsce Seminarium Teorii i Historii Muzyki.

### OkresI wojny światowejimiędzywojenny(1914–1939)
W trakcie I wojny światowej powstało Towarzystwo Operowe – przez 8 lat swego istnienia przedstawiło 400 przedstawień operowych. Po ośmioletniej przerwie (w 1931 roku) Towarzystwo Operowe zaczęło działać na nowo.
Wysoki poziom muzyczny reprezentowały także chóry, m.in.:
- Towarzystwa Oratoryjnego
- Towarzystwa Muzycznego
- uczniowie Konserwatorium
- męski chór Echo
- chór Cecyliański

Najważniejszym zespołem instrumentalnym był Związek Zawodowy Muzyków Polskich. W 1929 roku powstaje nowa Szkoła Muzyczna im. W. Żeleńskiego. Od 1936 roku w czasie Dni Krakowa odbywały się Festiwale Wawelskie Muzyki Polskiej. W 1938 roku zorganizowano bardzo ważny pod względem poznawczym II Wszechpolski Kongres Muzyki Religijnej. W 1927 roku powstaje pierwsza rozgłośnia radiowa. Rozwinęła się także krakowska muzykologia, pod kierunkiem Jachmeckiego, który prowadził także w krakowskim radiu dział muzyczny.

### II wojna światowa
W czasie II wojny światowej zlikwidowano szkoły muzyczne. Zamarło życie muzyczne – jedynie w niemieckiej Filharmonii Generalnego Gubernatorstwa mogli występować Polacy. Zabroniono odgrywać Chopina. W prywatnych domach słuchano kameralnej muzyki koncertowej lub solowej.

### Okres po II wojnie światowej
Duży wpływ na muzykę Krakowa miał upadek powstania warszawskiego – wielu muzyków przeprowadziło się do Krakowa. Pierwszy koncert odbył się w Filharmonii Krakowiskiej 3 lutego 1945 roku. Powstała Orkiestra i Chór Polskiego Radia, która reprezentowała wysoki poziom artystyczny.
Ważniejsze krakowskie zespoły wokalne i wokalno-instrumentalne:
- MW-2
- Fiori Musicali
- Capella Cracoviensis

W roku 1954 założono Towarzystwo Przyjaciół Opery i Towarzystwo Przyjaciół Teatru Muzycznego, chcąc reaktywować Operę i Operetkę. Oba te zespoły połączono i w 1958 r. powstał Miejski Teatr Muzyczny. Muzyki w Krakowie uczy 21 placówek kształcenia muzycznego. Prowadzone są także lekcje gry na organach. Założono także Instytut Muzykologii UJ. Powstało wiele nowych chórów, które osiągnęły prestiżowe nagrody na arenie międzynarodowej. Należą do nich m.in. chóry:
- Organum
- Mariańki
- PAT Psalmodia
- Schola Cantorum Cracovienis
- Akademii Ekonomicznej Dominanta

## Placówki
W Krakowie istnieje kilkanaście placówek zajmujących się kształceniem muzycznym. Są to:
Ogólnokształcąca Szkoła Muzyczna I st. im. I.J. Paderewskiego w Krakowie,
ul. Basztowa 8,
31-134 Kraków
Zespół Państwowych Szkół Muzycznych I i II st. im. Mieczysława Karłowicza
os. Centrum E 2,
31-934 Kraków
Państwowa Ogólnokształcąca Szkoła Muzyczna II st. im. Fryderyka Chopina,
ul. Basztowa 6,
31-134 Kraków
Państwowa Szkoła Muzyczna II stopnia im. Władysława Żeleńskiego,
ul. Basztowa 9,
31-134 Kraków
Prywatna Ogólnokształcąca Szkoła Muzyczna I Stopnia „Inspiracja”,
ul. Śniadeckich 12b,
31-531 Kraków
Szkoła Muzyczna I stopnia „Da capo”,
ul. Zakopiańska 62,
30-418 Kraków
Szkoła Muzyczna I stopnia im. Henryka Baranowskiego,
ul. Tyniecka 7,
30-319 Kraków
Szkoła Muzyczna I stopnia nr 1 im. Stanisława Wiechowicza
ul. Pilotów 51,
31-462 Kraków
Szkoła Muzyczna I i II stopnia im. Bronisława Rutkowskiego
ul. Józefińska 10/12,
30-529 Kraków
Krakowska Szkoła Jazzu i Muzyki Rozrywkowej,
ul. Zaleskiego 11A,
31-525 Kraków

## Koncerty i Festiwale
Coroczne koncerty i festiwale organizowane w Krakowie m.in.:
Uroczysty „Koncert Noworoczny” w Teatrze im. J. Słowackiego w Krakowie organizowany jest od kilkunastu lat przez Dom Kultury „Podgórze” 1 stycznia w teatrze im. J. Słowackiego w Krakowie. Gośćmi koncertu są krakowianie, wśród których znaleźć można postacie świata nauki, polityki i kultury. Patronat honorowy nad koncertem obejmuje Prezydent Miasta Krakowa. „Koncert Noworoczny”, zainicjowany przez Matthiasa Hermanna dyrygenta i założyciela zespołu Kamerata Krakowska, wzorowany jest na koncertach wiedeńskich. W skład zespołu wchodzą znani muzycy orkiestry Filharmonii Krakowskiej oraz orkiestry kameralnej Capella Cracoviensis.
Musica-ars amanda – cykle koncertów dla młodzieży szkolnej organizowanych przez Filharmonię Krakowską, na których młodzież zdobywa informacje na temat instrumentów muzycznych, w kontekście utworów przeznaczonych na nie.
Międzynarodowy Konkurs Młodych i Debiutujących Zespołów Jazzowych “Jazz Juniors”, organizowany na scenie „Rotundy”, jest jednym z najstarszych festiwali jazzowych w Polsce, jednym z trzech międzynarodowych konkursów europejskich oraz jedynym, który prezentuje najzdolniejszych młodych muzyków jazzowych.
Festiwal Folkowy jest imprezą cyklicznie organizowaną od roku 1994. Wieczory folkowe umożliwiają co roku, dość już znacznemu gronu wielbicieli muzyki i kultury celtyckiej – kontakt z różnymi gatunkami sztuki irlandzkiej, szkockiej i bretońskiej (muzyką, tańcem, literaturą, teatrem, filmem) możliwe dzięki zorganizowaniu szerokiego forum dla prezentacji tychże gatunków przez polskie i zagraniczne grupy.
Galicyjskie Wieczory z Piosenką – niezwykłe muzyczno-towarzyskie spotkania – autorskie programy krakowskiej artystki, Lidii Jazgar. Tradycją „Galicyjskich Wieczorów z Piosenką” jest prezentowanie bardzo różnych form twórczości. Obok siebie istnieją: piosenka poetycka, kabaret, muzyka instrumentalna. Wykonawcy nieznani właśnie tutaj mogą zaprezentować się publiczności.
- Dni Muzyki Organowej
- Krakowska Wiosna Muzyki
- muzyka w Starym Krakowie
- Dni Muzyki Kompozytorów Krakowskich
- Międzynarodowy Festiwal Muzyki Gitarowej
- Shanties

## Instytucje muzyczne
- Filharmonia im. Karola Szymanowskiego
- Opera Krakowska
- Sinfonietta Cracovia
- Capella Cracoviensis
- Chór Polskiego Radia w Krakowie

## Wybrane orkiestry, zespoły, chóry i grupy muzyczne
- Skaldowie
- Chór Mariański
- Chór „Hejnał”
- Krakowski Chór Akademicki Uniwersytetu Jagiellońskiego
- Chór Nowodworski
- Akademicki Chór Organum
- Salonowa Orkiestra Camerata
- Stowarzyszenie Artystyczne „Muzyka Centrum”
- Oktet wokalny OCTAVA
- Kameralny Chór Muzyki Dawnej „Canticum Novum”
- Młodzieżowa Orkiestra Kameralna „Concerto Lamelli”
- Orkiestra Filharmonii im. Karola Szymanowskiego w Krakowie
- Chór mieszany Filharmonii im. Karola Szymanowskiego w Krakowie
- Kwintet Dęty Filharmoników Krakowskich
- Kwartet smyczkowy „Amar Corde”
- Zespół Muzyki Dawnej Perfugium
- All In Orchestra – Orkiestra Kameralna Uniwersytetu Jagiellońskiego